# 13. Flak-Division
Die 13. Flak-Division war ein Großverband der Bodentruppen der deutschen Luftwaffe im Zweiten Weltkrieg. Zuständig war die Division bei Aufstellung für die Abwehr von einfliegenden gegnerischen Flugzeugen mittels Flugabwehrgeschützen in Frankreich.

## Geschichte

### Aufstellung
Aufgestellt wurde der Führungsstab der 13. Flak-Division am 16. Januar 1942 unter ihrem damaligen Kommandanten Generalmajor Gaston von Chaulin-Egersberg in Beauregard (Frankreich). Mit Beginn des Jahres 1943, inzwischen unter ihrem neuen Kommandeur Theodor Spieß, unterstanden der 13. Flak-Division die 5. Flak-Brigade (Rennes) sowie die 12. Flak-Brigade (Saintes). Hauptaufgabe der Brigaden bestand im Schutz der dortigen Rüstungszentren sowie dem Schutz der Fliegerbodenorganisationen.

### Luftgaukommando West
Am 11. März 1944 übernahm der spätere Generalmajor Max Schaller die Geschicke der Division, die in der Zwischenzeit eine völlig neue Struktur hinsichtlich der ihr unterstellten Verbände aufwies. So unterstand die 13. Flak-Division am 1. Juli 1944 dem Luftgaukommando West mit folgenden Einheiten:
- Flak-Regiment 15 Rennes
- Flak-Regiment 30 Cherbourg
- Flak-Regiment 100 Le Havre
- General der Luftwaffe Kanal-Inseln in Guernsey

### Straßburg 1944
Die Landung der Alliierten in der Normandie und die darauf entbrennenden Kämpfe führten zum allmählichen Rückzug der Wehrmacht aus Frankreich. So musste die 13. Flak-Division Ende August 1944 ihren neuen Gefechtsstand bei Straßburg beziehen. Bis dahin hatte die Division ihren 1.000 Feindflugzeugabschuss vorzuweisen und erhielt dafür eine Auszeichnung im Wehrmachtbericht (26. August 1944).
Am 2. Oktober 1944 löste Generalmajor und Ritterkreuzträger Adolf Wolf Schaller ab und führte die Division anschließend bis Kriegsende. Einsatzbereich in diesem Zeitraum war der Bereich der Schweizer Grenze bis zum nördlichen Elsass. Dabei unterstanden der Division zum 1. November 1944 folgende Kräfte:
- Flak-Regiment FAS I
- Flak-Regiment 18
- Flak-Regiment 85
- Flak-Regiment 89

### Verlegung nach Osten
Aufgrund der sich verschlechternden Kriegslage wurde der Gefechtsstand der Division bis Dezember 1944 insgesamt dreimal verlegt, so am 8. November nach Genfeld, 22. November Schlettstadt und letztendlich nach Biesheim. Mit insgesamt 25 schweren Batterien, 20 mittleren und leichten Batterien sowie einer Nebelkompanie erfolgte noch Ende Dezember 1944 die Zurückverlegung hinter den Rhein nach Horben. 
Bis zum 20. März 1945 bestand die 20. Flak-Division aus dem 
- Flak-Regiment 88
- Flak-Regiment 130

Die zuvor genannten Regimenter waren inzwischen ausgegliedert worden. Zum Kriegsende hin werden die Unterstellungen etwas undurchsichtig. Nach einer letzten Übersicht, die am 21. April 1945 erstellt wurde, befand sich in diesen Tagen die Division mit den zuvor genannten beiden Regimentern im Bereich der 7. Armee. 

### Kapitulation
Noch unklarer wird dann die Situation in den letzten Kriegstagen, wo der Gefechtsstand der Division dann am 27. April entweder in Pilsen oder Welchau gelegen haben soll. Nach diesem Zeitpunkt liegen keine weiteren Informationen mehr vor.